# In League with Dragons
In League with Dragons è il diciassettesimo album in studio del gruppo musicale statunitense The Mountain Goats, pubblicato nel 2019.

## Tracce
1. Done Bleeding – 4:38
2. Younger – 5:52
3. Passaic 1975 – 3:55
4. Clemency for the Wizard King – 2:47
5. Possum by Night – 2:59
6. In League with Dragons – 3:11
7. Doc Gooden – 4:19
8. Going Invisible 2 – 3:05
9. Waylon Jennings Live! – 3:15
10. Cadaver Sniffing Dog – 3:55
11. An Antidote for Strychnine – 6:04
12. Sicilian Crest – 4:22